# 댐드 유나이티드
《댐드 유나이티드》(영어: The Damned United)는 영국에서 제작된 톰 후퍼 감독의 2009년 스포츠 드라마 영화이다. 마이클 신 등이 출연하였고, 앤디 해리스 등이 제작에 참여하였다.

## 줄거리
1974년 리즈 유나이티드 FC 감독 돈 레비가 잉글랜드 축구 국가대표팀 감독으로 선임된다. 리즈 후임 감독으로 레비의 거친 경기 운용을 강하게 비난해온 전 더비 카운티 FC 감독 브라이언 클러프가 들어오지만 클러프와 오래 함께 한 조수 피터 테일러는 그의 곁에 없다.
리즈와 클러프의 갈등은 1968 FA컵 시합 때로 거슬러 올라간다. 당시 풋볼 리그 2부에서 거의 꼴찌인 더비의 감독이었던 클러프는 풋볼 리그 1부 선두인 리즈의 감독 레비를 공을 들여 환영했지만 레비는 그를 알아보지조차 못했다. 더비는 리즈에 2대 0으로 패배했다.
클러프와 테일러는 더비가 기술 측면에서 수준이 떨어진다는 걸 인지하고, 노련한 데이브 매카이를 영입하고 젊은 선수 몇을 더 데려온다. 1969년 더비는 1부로 승급하지만 리그 첫 시합에서 리즈에 5대 0으로 지고 만다. 그러나 1972년 첫 리그 챔피언십을 우승하면서 다음 해 1972-73년 유러피언컵에 출전한다.
클러프는 준결승전 바로 직전 리즈를 상대로 한 경기에서 더비 회장 샘 롱슨의 조언을 무시하고 레비를 이기겠다는 일념으로 최정예 선수들을 기용한다. 그중 몇이 부상을 입은 결과 더비는 준결승전에서 유벤투스 FC에 3대 1로 진다. 클러프는 롱슨이 계약 연장을 망설이자 자리 보전을 위해 전략상 항의 표시로 본인과 테일러의 사직서를 낸다. 하지만 임원들이 이를 그대로 받아들이자 분노한다. 더비 팬과 선수들의 지원에도 불구하고 클러프는 복직하지 못하고 매카이가 새 감독으로 선임된다.
클러프와 테일러는 브라이턴 앤드 호브 앨비언 FC에서 들어온 제의를 받아들인다. 하지만 리즈의 대리인이 접근해오자 클러프는 대신 리즈 사령탑을 택한다. 그대로 브라이턴에 남아야 한다는 입장인 테일러는 클러프와 격렬히 싸우고, 그렇게 두 사람은 각자의 길을 가게 된다.
1974 시즌을 준비하며 첫 훈련 기간에 클러프는 그간 리즈가 치사한 방식으로 우승을 차지했다고 비난하고, 선수들을 마치 초등학생처럼 다루며 7인제 미니 축구를 시키면서 선수들과 소원해진다. 주장 빌리 브렘너가 레비는 이런 걸 시킨 적이 없다고 항의하자 클러프는 또 레비의 이름을 언급한다면 벌을 주겠다고 협박한다.
시즌은 웸블리 스타디움에서 열린 리버풀 FC 상대의 FA 커뮤니티 실드 경기로 시작된다. 브렘너는 경기 중 케빈 키건과 싸움을 벌여 나란히 퇴장을 당하고, 그 결과 리즈는 경기를 지고 브렘너는 두 달 출장 정지를 통보받는다. 리즈가 강등 위기에 몰리고 브렘너와 선수들이 이사진에 불만을 전달하면서 클러프의 계약은 44일만에 종료된다. 그러나 클러프는 막대한 퇴직금을 뜯어낸다. 요크셔 텔레비전과 갖게 된 방송 인터뷰에 레비가 나타나자 클러프는 1968 FA컵 시합 일을 들먹이며 따진다. 레비는 당시 클러프가 누군지도 몰랐다고 항변한다. 클러프는 브라이턴으로 가서 테일러와 화해한다.
레비는 영국 대표팀 감독으로서 실패하고 이후 중동에서 활동하며 재정을 엉터리로 관리한다는 추궁을 받는다. 노팅엄 포리스트 FC에서 다시 뭉친 클러프와 테일러는 노팅엄을 1부로 승급시키고 1부 타이틀을 따내는 한편 유러피언컵을 1979년과 1980년에 두 번 연속 우승한다.
영화는 브라이언 클러프가 영국 대표팀이 갖지 못한 최고의 감독으로 남아있다는 캡션과 함께 끝이 난다.

## 출연진
- 마이클 신 - 브라이언 클러프 역
- 티머시 스폴 - 피터 테일러 역
- 콜름 미니 - 돈 레비 역
- 짐 브로드벤트 - 샘 롱슨 역
- 모리스 로이브스 - 지미 고든 역
- 올리버 스토크스 - 나이절 클러프 역
- 라이언 데이 - 사이먼 클러프 역
- 헨리 굿맨 - 매니 커진스 역
- 지미 레딩턴 - 키스 아처 역
- 마크 캐머런 - 노먼 헌터 역
- 피터 맥도널드 - 조니 자일스 역
- 스티븐 그레이엄 - 빌리 브렘너 역
- 조 뎀프시 - 덩컨 매켄지 역
- 브라이언 매카디 - 데이브 매카이 역
- 마틴 콤프스턴 - 존 오헤어 역
- 마크 베이즐리 - 오스틴 미첼 역
- 랠프 아인슨 - 머리가 흐트러지고 열성적인 기자 역

## 기타 제작진
- 공동 제작: 리 모리스
- 배역: 댄 허버드
- 미술: 이브 스튜어트
- 의상: 마이크 오닐